# Calcinato
Calcinato – miejscowość i gmina we Włoszech, w regionie Lombardia, w prowincji Brescia.
Miejscowość o bogatej przeszłości historycznej od czasów średniowiecza, położona na wschodnim brzegu rzeki Chiese, nieopodal jeziora Garda i odległa o 17 km od Brescii.
Według danych na rok 2004 gminę zamieszkiwało 10 646 osób, 322,6 os./km².